# 费尔费
费尔费（法語：Ferfay，法語發音：[fɛʁfaj]）是法国上法蘭西大區加来海峡省的一个市镇，属于贝蒂讷区。

## 地理
费尔费（50°31'6"N, 2°25'28"E）面积3.89 平方千米，位于法国上法蘭西大區加来海峡省，该省份为法国北部沿海省份，西北濒北海，南至索姆省，东临北部省。
与费尔费接壤的市镇（或旧市镇、城区）包括：利莱尔、阿姆、阿梅特、欧谢勒、欧梅尔瓦勒、比尔比尔、科希阿拉图尔、弗洛兰盖姆。

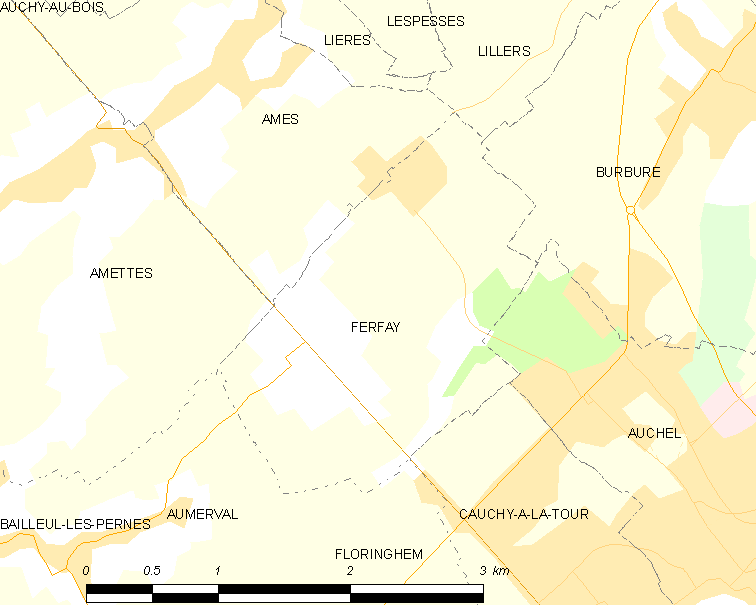
费尔费的OSM定位图

费尔费的时区为UTC+01:00、UTC+02:00（夏令时）。

## 行政
费尔费的邮政编码为62260，INSEE市镇编码为62328。

## 政治
费尔费所属的省级选区为利莱尔县。

## 人口

1962-2008年间费尔费人口变化图示

费尔费于2022年1月1日时的人口数量为868人。